# ابنتي والذئب (فلم)
ابنتي والذئب فيلم مصري صدر سنة 1977.

## قصة الفيلم
تعاني "أزهار" الأمرين من الحياة مع والدها المتزمت الذي لا يتورع في الإطاحة بها في أي وقت، على الجانب الآخر هناك "مصطفى" الذي يحب "أزهار" في صمت ويرعاها في حنو بالغ من بعيد لبعيد.
يرسل الأب "أزهار" إلى عمتها المريضة بعيدًا عن سطوة والدها، في عزبة عمتها. يتقدم منها "يوسف" ويتودد إليها من أجل أن ينالها. يفلح في الاعتداء عليها. لا تبوح "أزهار" بسرها لأحد، ويحاول "يوسف" الاعتداء عليها مرة ثانية. في هذه الحالة تستغيث بعمتها ويصل كل من يعمل في العزبة. تعترف "أزهار" أمامهم بما حدث، وتعود إلى القاهرة ثائرة على أبيها الذي يصاب بالشلل، إلا أن "مصطفى" يرحل خلفها ويطلب خطبتها.

## روابط خارجية
- مقالات تستعمل روابط فنية بلا صلة مع ويكي بيانات